# Контакт (мультфильм)
«Контакт» — советский фантастический мультфильм 1978 года режиссёра Владимира Тарасова.

## Общая фабула
Мультфильм рассказывает о встрече человека с инопланетянином, прилетевшим на Землю, пытающимся её изучить и познать посредством имитации увиденных им вещей.

## Сюжет
Прекрасным летним днём художник выходит на природу порисовать — «на этюды». Он прогуливается на лугу, заполненному цветами и насекомыми. Остановившись у живописного озера, он замечтался и, сняв с себя сапоги, чтобы окунуть ноги в воду, заснул, напевая мелодию.
В этот момент приземляется инопланетный корабль, из которого выходит пришелец с треугольными глазами и бесформенным телом, переливающимся всеми цветами радуги. Как и подобает пришельцу, человеческой речью он не владеет и поэтому издаёт вместо неё только гудки. Также он «фотографирует» глазами и трогает щупальцами всё, что он видит, после чего, как хамелеон, изменяет своё тело так, что оно приобретает форму увиденного предмета. В конце концов, пришелец натыкается на спящего художника и ненароком будит его. Человек, увидев над собой странное существо, пугается и убегает, но дружелюбный пришелец догоняет его, чтобы… вернуть брошенные сапоги. 
Пытаясь доказать отсутствие дурных намерений, пришелец пробует воспроизвести ту же мелодию, что напевал человек. Услышав фальшивые ноты, художник поправляет пришельца. Контакт и общий язык с другим разумом найден.

## Музыка
В фильме использована музыка Нино Роты «Speak Softly Love» (главная тема из серии фильмов «Крёстный отец») в аранжировке Поля Мориа и композиция Джорджа Гершвина «Oh, Lady Be Good» в исполнении и аранжировке трио Леонида Чижика.

## Создатели
| автор сценария            | Александр Костинский                                                                                    |
| режиссёр                  | Владимир Тарасов                                                                                        |
| художник-постановщик      | Николай Кошкин                                                                                          |
| оператор                  | Кабул Расулов                                                                                           |
| звукооператор             | Владимир Кутузов                                                                                        |
| ассистент режиссёра       | Татьяна Митителло                                                                                       |
| ассистенты художника      | Ольга Боголюбова, Елена Боголюбова, Людмила Кошкина, Т. Мамонтова, Дмитрий Куликов, А. Дубенский        |
| ассистент оператора       | Людмила Крутовская                                                                                      |
| художники-мультипликаторы | Александр Давыдов, Алексей Букин, Александр Мазаев, Олег Комаров, Владимир Пальчиков, Светлана Давыдова |
| монтажёр                  | Маргарита Михеева                                                                                       |
| редактор                  | Наталья Абрамова                                                                                        |
| директор картины          | Любовь Бутырина                                                                                         |

## Награды и призы
Мультфильм был отмечен призами на кинофестивалях:
- «Гран-при» XVIII МКФ научно-фантастических фильмов в Триесте (Италия), 1979 г.
- Приз VIII МКФ короткометражных и документальных фильмов в Лилле (Франция), 1979 г.

## Издание на видео
- В 2000 году компания «СОЮЗ Видео» выпустила на VHS сборник мультфильмов под названием «Самые любимые мультики. Выпуск 19». Мультфильмы на кассете:

«Кто первый?» (1950), «Тимошкина ёлка» (1966), «Чужие следы» (1971), «Капризная принцесса» (1969), «Сказка про чужие краски» (1962), «Зеркальце» (1967), «Дракон» (1961), «Контакт» (1978), «Сказка за сказкой» (1974), «Маленький Шего» (1956).
- Спустя 2 года выпущен на VHS и компакт-дисках Video CD в коллекции «Мастера Русской анимации» с английскими субтитрами, далее — на DVD: «Masters of Russian Animation Volume 2»[10].

## Отзывы
Владимира Тарасова в другой ленте «Контакт» (1978) интересует в первую очередь проблема сугубо психологическая. Режиссёр ставит перед собой задачу показать, на чём основана возможность взаимопонимания с существом, у которого само мышление происходит в совершенно других измерениях и формах. Фильм, показывающий, как инопланетное существо в своём стремлении осознать земную реальность подражает виду различных предметов, изобретателен и остроумен по изобразительному решению и глубоко оптимистичен. Режиссёр приходит к выводу, что в основе психологического контакта лежит понимание вечных ценностей бытия, и прежде всего добра как высшей категории нравственного общения, подчинённого одним и тем же принципам восприятия жизни.— Асенин С. В.

Лучшие из картин Тарасова фантастической темы — «Контакт» (1978), «Тир» (1979) и «Перевал» (1988).— Наталия Венжер

### Комментарии
1. ↑  Имя и отчество уточнены по персональной странице на сайте Аниматор.ру[3].
2. ↑  Имя и отчество уточнены по персональной странице на сайте Аниматор.ру[4].
3. ↑  Имя и отчество уточнены по персональной странице на сайте Аниматор.ру[5].
4. ↑  Имя и отчество уточнены по персональной странице на сайте Аниматор.ру[6].
5. ↑  Имя и отчество уточнены по персональной странице на сайте Аниматор.ру[7].
6. ↑  Имя и отчество уточнены по персональной странице на сайте Аниматор.ру[8].